# Inwazja na Afganistan (2001–2002)
Inwazja na Afganistan – operacja wojskowa przeprowadzona od 7 października 2001 do końca kwietnia 2002 roku pod kryptonimem Enduring Freedom na podstawie uchwały Organizacji Narodów Zjednoczonych.

## Przyczyny i podstawa prawna
Bezpośrednią przyczyną wybuchu wojny w Afganistanie była odmowa wydania Osamy bin Ladena, który był podejrzany o zorganizowanie zamachów na World Trade Center i Pentagon 11 września 2001. Atak został zaplanowany i koordynowany na terytorium Afganistanu, którego władze zapewniały organizacji Bin Ladena, Al-Kaidzie, ochronę i logistykę jej baz i obozów szkoleniowych na terytorium Afganistanu, co uzasadniło pierwsze w historii NATO powołanie się państwa członkowskiego Sojuszu na artykuł 5 Traktatu Waszyngtońskiego, który stał się podstawą prawną interwencji Sojuszu w Afganistanie.

## Przebieg
7 października 2001 wojska państw NATO popierane przez pozostających w górach żołnierzy Sojuszu Północnego rozpoczęły bombardowania głównych miast Afganistanu – Kabulu, Kandaharu, Mazar-i Szarif (operacja Crescent Wind). W ciągu kilkunastu dni siły Sojuszu Północnego zajęły ważniejsze miasta Afganistanu i zmusiły talibów do ukrycia się w górach. W grudniu 2001 wojska amerykańskie podjęły szturm na twierdzę Tora Bora, w której prawdopodobnie ukrywał się Osama bin Laden, jednak nie znalazły terrorysty.

## Straty
Podczas inwazji zginęło około 100 żołnierzy sił NATO głównie Stanów Zjednoczonych i Wielkiej Brytanii. Po zakończeniu właściwej operacji rozpoczęła się misja stabilizacyjna, w której wojska Paktu Północnoatlantyckiego poniosły większe straty.

## Skutki
Po zakończeniu działań wojennych na początku 2002 wojska NATO w liczbie 150 tysięcy żołnierzy pozostały w Afganistanie w ramach Międzynarodowych Sił Wsparcia Bezpieczeństwa (ISAF). Siły te oficjalnie zajmowały się zwalczaniem terrorystów i bojowników talibańskich do czasu ich wycofania się z Afganistanu w 2021 roku.